# Fotografia time-lapse

L'apertura, in circa due ore, di un fiore di geranio. I fotogrammi consecutivi sono distanziati di sette minuti.

La fotografia time-lapse o fotografia timelapse (dall'inglese time, "tempo", e lapse, "intervallo") è una tecnica cinematografica nella quale la frequenza di cattura dei fotogrammi è inferiore a quella di proiezione degli stessi. Questa discrepanza fa sì che nel filmato il tempo sembri scorrere più velocemente del dovuto.

## Descrizione
Un filmato time-lapse può essere ottenuto processando una serie di fotografie scattate in sequenza e opportunamente montate o attraverso video che verranno poi accelerati. Filmati di livello professionale, vengono prodotti con l'ausilio di videocamere e fotocamere provviste di intervallometri, ovvero di dispositivi di regolazione del frame rate di cattura o della frequenza degli scatti fotografici su uno specifico intervallo temporale. Alcuni intervallometri sono connessi al sistema di controllo del movimento della telecamera, in modo da ottenere effetti di movimento quali panning e carrellate, coordinati a differenti frame rate.
Il time-lapse trova largo impiego nel campo dei documentari naturalistici. Mediante questa tecnica cinematografica è infatti possibile documentare eventi non visibili ad occhio nudo o la cui evoluzione nel tempo è poco percettibile dall'occhio umano, come il movimento apparente del sole e delle stelle sulla volta celeste, il trascorrere delle stagioni, il movimento delle nuvole o lo sbocciare di un fiore.
La fotografia time-lapse è considerata una tecnica opposta alla fotografia ad alta velocità e non deve essere confusa con l'animazione a passo uno. Un esponente di rilievo nel campo del time-lapse è il regista e direttore della fotografia statunitense Ron Fricke che ha utilizzato questa tecnica nel cortometraggio IMAX Chronos (1985) e nel film Baraka (1992).

## Teoria
Considerando un frame rate standard di 24 fps, in fase di riproduzione del filmato appariranno sullo schermo 24 fotogrammi consecutivi al secondo. In circostanze normali, la frequenza di cattura (o di registrazione) è pari a quella di proiezione per cui il tempo, nel filmato, sembra scorrere normalmente.
Se la frequenza di cattura diminuisce, ma viene mantenuta inalterata quella di proiezione, il tempo, nel filmato, sembrerà scorrere più veloce.
La variazione della velocità di riproduzione può essere calcolata dividendo il frame rate di proiezione per quello di cattura.
{\displaystyle \mathrm {v_{percepita}} ={\frac {\mathrm {frame\ rate_{proiezione}} }{\mathrm {frame\ rate_{registrazione}} }}\cdot \mathrm {v_{effettiva}} }
Per esempio, se il frame rate di registrazione è di 12 fps e quello di proiezione di 24 fps, la velocità di riproduzione sarà due volte superiore a quella normale. Per frame rate di registrazione inferiori a 8 fps si comincia a parlare, usualmente, di time-lapse sebbene non esista un limite codificato.